# Peter Marinker
Peter Marinker (n. 28 iulie 1941, Canada) este un actor din Canada care acum trăiește în Londra. A jucat în mai multe filme, printre care Destinație mortală și a fost actor de voce pentru mai multe jocuri video. Este cunoscut pentru munca sa la BBC Radio.

## Filmografie selectivă
- 1972 Ultimele șase minute (Fear Is the Key), regia Michael Tuchner
- 1997 Destinație mortală (Event Horizon), regia Paul W. S. Anderson

## Legături externe
- Peter Marinker la IMDB
- Interviu luat lui Peter Marinker